# Deux-Évailles
Deux-Évailles foi uma comuna francesa na região administrativa da Pays de la Loire, no departamento de Mayenne. Estendia-se por uma área de 11,93 km². Em 2010 a comuna tinha 209 habitantes (densidade: 17,5 hab./km²).
Em 1 de janeiro de 2019 a comuna foi incorporada à nova comuna de Montsûrs.